# François de Corneillan
 François de Corneillan  (né à Orlhonac vers 1550 et mort à Espalion le 13 septembre 1614) est évêque de Rodez de 1582 à 1614.

## Biographie
François est le fils de Jean (II) de Vernède, vicomte de Corneillan, et de sa seconde épouse Jeanne de Gallard. Il est le frère de Bernardin de Corneillan dom d'Aubrac de 1585 à 1596. Il est chancelier de l'Université et conseiller au Parlement de Toulouse avant de succéder à son oncle sur le siège épiscopal de Rodez dont il est le coadjuteur depuis 1580. Pendant son long épiscopat il se fait remarquer par « son zèle pour la défense de la Religion ». L'évêque ayant embrassé le parti de la Ligue catholique aux États généraux de 1588-1589 à Blois où il a été délégué par la province de Rouergue, il s'y montre si ardent que le roi donne l'ordre de se saisir de sa personne et qu'il doit s'éloigner. En 1588 les réformés pillent son palais épiscopal qu'il doit quitter. La paix étant revenue, il amnistie ses adversaires. En 1603 le roi Henri IV lui accorde l'honneur d'un brevet de membre de son Conseil d'État privé. Il désigne comme coadjuteur le 3 août 1605 son neveu un autre Bernardin de Corneillan qui est nommé le même jour évêque titulaire de Nicopolis ad Iaterum (de). En 1608 il implante les Capucins à Villefranche-de-Rouergue. Il est de nouveau  désigné comme député aux États généraux de 1614 et prend le chemin de Paris ; il tombe malade en route et meurt à Espalion le 13 septembre 1614. Il est inhumé le 23 du même mois dans le tombeau de son oncle et prédécesseur Jacques de Corneillan dans la cathédrale de Rodez. Son neveu et coadjuteur se rend à Paris à sa place.